# Monasterio de Kikkos

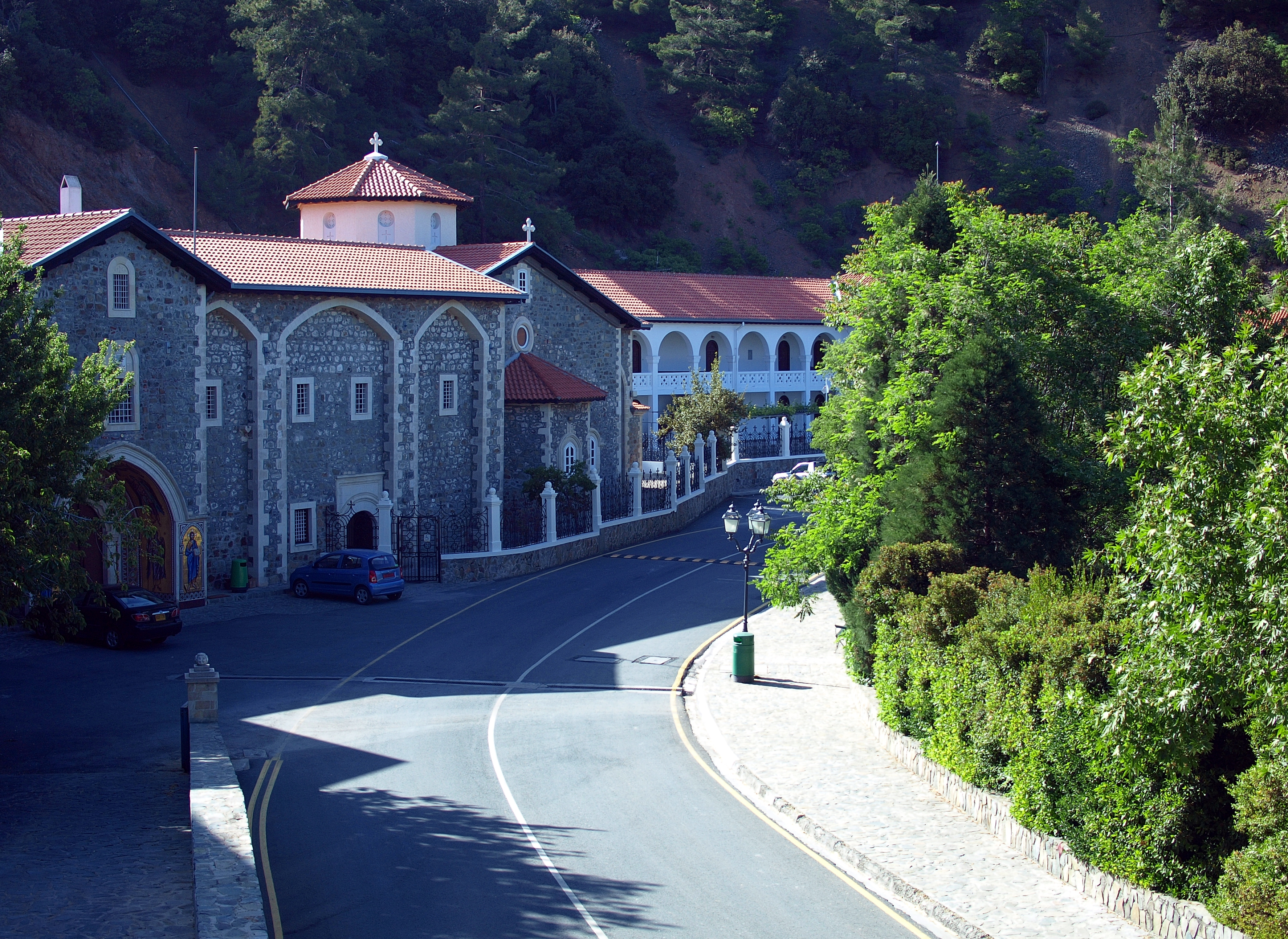
Monasterio de Kikkos, Chipre.

El monasterio del Real Santo y Stavropégico de la Panagía de Kikkos (en griego: Ιερά Μονή της Παναγίας του Κύκκου), más conocido como monasterio de Kikkos o monasterio del Arcángel Miguel, es el monasterio mayor de toda la isla de Chipre. Está consagrado al arcángel Miguel.

## Descripción
El monasterio de Kikkos se encuentra ubicado en la ruta principal que conduce desde Troodos a Nicosia, en la parte oeste de estas montañas, a 18 km del Monte Olimpo y en medio de un paisaje de montaña boscosa.
Su nombre completo es Monasterio del Real Santo y Stavropégico de la Panagía de Kikkos. El término Panagía significa toda santidad y es empleado en reverencia de la Virgen María. Es llamado Real debido a que fue fundado a través de la contribución financiera del emperador bizantino Alejo I Comneno y Stavropégico debido a que una cruz fue emplazada en la piedra fundacional. Esto último, en lenguaje eclesiástico, significa que el monasterio tiene autogobierno en el marco de la Iglesia Ortodoxa Chipriota. El origen del nombre Kikkos es desconocido. Según la postura más aceptada, se debería al nombre del kokkos, un arbusto encontrado en el área.
La hermandad del monasterio alcanza los 900 años. Este se transformó en uno de los centros espirituales más importantes de la isla y también jugó un importante rol durante la guerra de la independencia. 

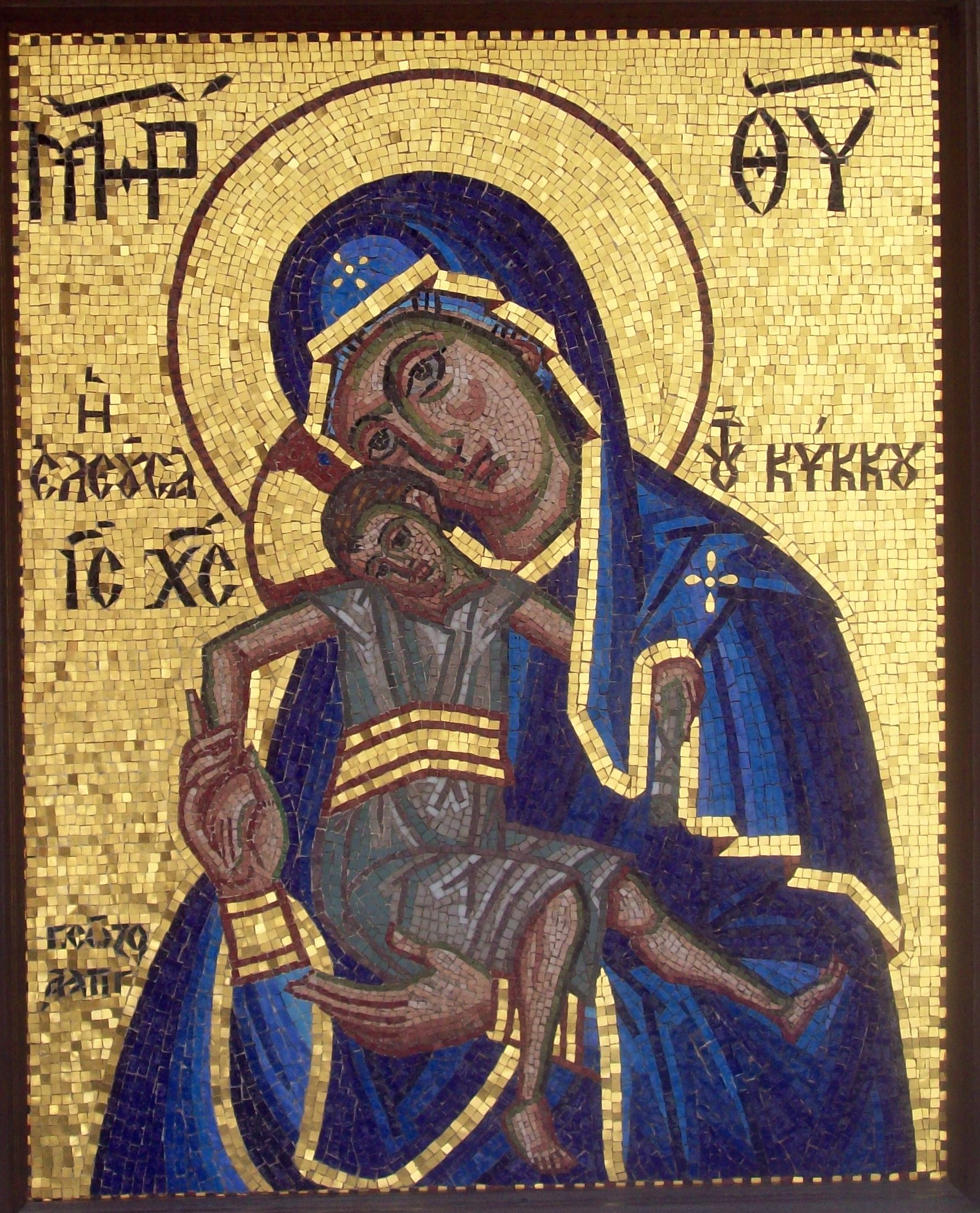
Mosaico que representa al Santo Ícono de la Virgen María.

Su construcción original data del período bizantino, pero fue reconstruido en el siglo XVII y luego en el XVIII. En su interior se encuentran numerosos frescos e íconos de estilo bizantino. Espléndidos candelabros cuelgan de los techos. También se conservan antiguos manuscritos, antiguas esculturas en madera, documentos relativos a la historia del monasterio y la tumba de su fundador, el arzobispo Nicéforo.

### El Santo Ícono
El ícono, también llamado Panagía Eleousa (fuente de misericordia), muestra a María sosteniendo a su hijo. Se le ha atribuido a San Lucas, y fue un regalo del emperador Alejo I Comneno. En 1576 fue cubierto con oro y plata, aunque una nueva cubierta fue hecha en 1795.
La cara de María está cubierta por un velo y nunca es revelada por voluntad de Alexios, quien creía que de esta manera se daría mayor reverencia al ícono. En 1669, el Patriarca de Alejandría, Gerasimos, se atrevió a levantar el velo para ver la cara de la Theotokos (Madre de Dios) pero fue castigado por su impiedad y con lágrimas en los ojos pidió perdón a Dios.
El monje ucraniano Vasil Grigoróvich-Barski, quien visitó el monasterio en 1735, escribió que los monjes descubrían la imagen solo en períodos de sequía y que luego la pintura era trasladada al Throni (pequeño trono), donde ellos cantaban el "Paraklesis" (canto de petición a la Theotokos). Los monjes transportaban el ícono sin atreverse a mirarlo por lo que se lo llevaba con el rostro de la imagen apuntando al cielo.
Cada 15 de agosto y 8 de septiembre se celebra un gran festival en honor a la Virgen María de Kikkos.

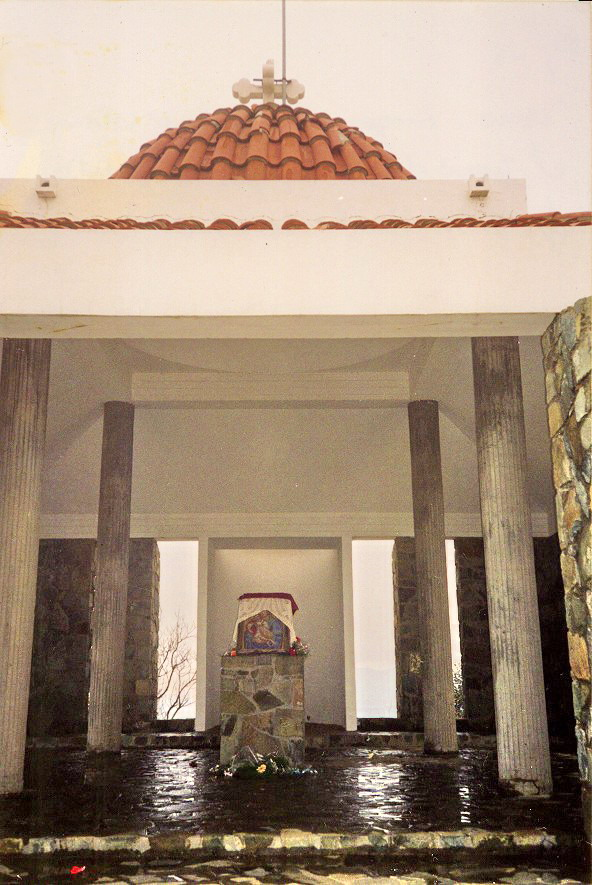
Monasterio de Kikkos. Trono.

### El trono
Sobre el pico de la montaña, en dirección norte del monasterio, se encuentra To Throni tis Panayias (el Trono de la Virgen María). En viejos tiempos, existió en el lugar un trono de madera en el que se colocaba el Santo Ícono y se ofrecían plegarias a Dios. En 1935 el trono de madera fue reemplazado por un cenotafio de cemento, luego reemplazado por uno nuevo más grande y majestuoso.

### La iglesia
La iglesia fue construida especialmente para albergar el Santo Ícono. Originalmente fue de madera pero era muy vulnerable al fuego, que causó grandes daños a la estructura y a los frescos en 1365 y 1541. Luego de ese año, fue totalmente restaurado y se usó piedra en vez de madera. Sin embargo se volvió a incendiar en 1751 y 1813.
La iglesia original era de una nave, luego de tres y actualmente es de tipo basílica con un domo. La nave del medio está dedicada a la Virgen María, el pasillo derecho a Todos los Santos (Agiotis Pantes) y el izquierdo los arcángeles Gabriel y Miguel (Archangelous Gavreil ke Mihail).

## Historia

### Primeros tiempos

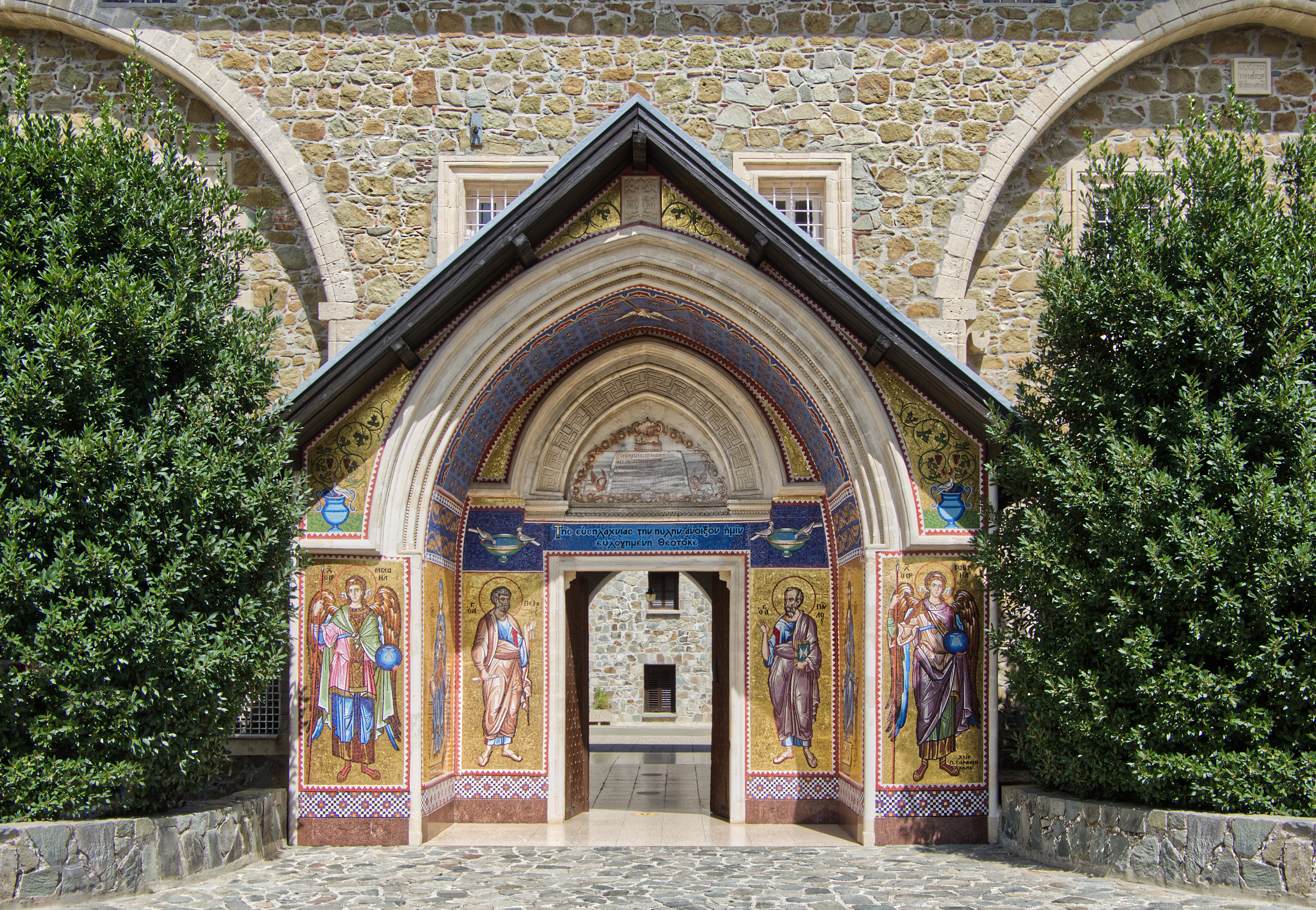
Entrada.

Según la tradición, aproximadamente en el año 1100, el gobernador bizantino de Chipre, el noble Manuel Voutomitis, un día se fue a cazar pero se perdió en el bosque de Troodos. Luego de andar un largo tiempo, encontró un viejo ermitaño llamado Isaías, a quien maltrató por su condición. Posteriormente, siguió el camino a Nicosia, donde cayó muy enfermo. Voutomitis atribuyó su enfermedad a la conducta que había tenido con el ermitaño, por lo que envió a sus sirvientes en su búsqueda. Cuando lo tuvo frente a él, le rogó perdón. La súplica del ermitaño hizo que se curase.
El gobernador bizantino le prometió a Isaías que le daría lo que desease. Este le solicitó que le trajera el Ícono de la Virgen de Constantinopla, una de las tres creaciones atribuidas al apóstol Lucas. Consideró que sería imposible persuadir al emperador de Bizancio, Alejo I Comneno. Sin embargo, se fue con Isaías a la capital bizantina, Constantinopla. Allí encontraron al emperador apenado por la enfermedad de su hija, que era la misma enfermedad que había sufrido Voutomitis. El ruego del ermitaño curó a la hija.
No fue hasta que el propio emperador cayó enfermo en que aceptó que el ícono viajase a Chipre, aportando el dinero para la construcción de un monasterio donde alojarlo. Isaías trasladó por fin el Icono a la isla, donde la población lo acompañó en procesión desde la costa a las montañas. Al mismo tiempo, Voutomitis llegó a la isla y declaró al monasterio "Stravropegico" y autorizó a que los gastos por su mantenimiento fueran provistos por las villas de Peristerona, Milon y Mylikouri.
La evidencia más antigua de la existencia de Kikkos se encuentra en un documento del 1136 y está relacionada con la compra de una Biblia por el entonces abad Daniel. Otras antiguas referencias son de carácter indirecto pero dejan entrever la importancia e influencia espiritual que el monasterio tenía en la isla. Un típico indicio son las pinturas de íconos de la Santísima Virgen María con el ícono de Kikkos tomado como modelo.

### Período latino (1191-1571)

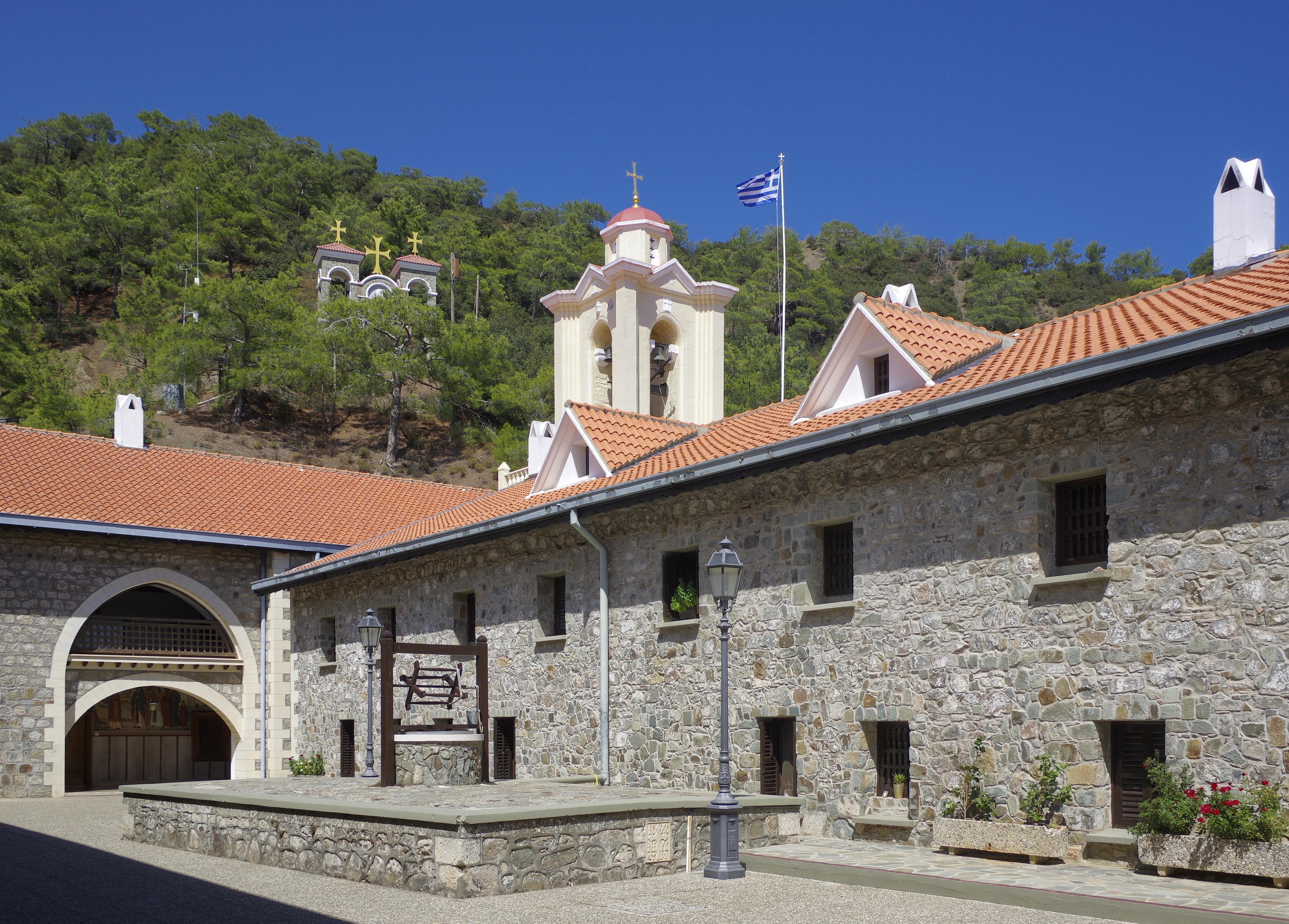
Patio interior.

Luego del incendio, Leonor, esposa de Pedro I de Chipre, ofreció pagar la reconstrucción del edificio en 1365. Pobladores locales también hicieron contribuciones, y el monasterio se terminó en seis meses.
Durante este período, el monasterio continuó con su tarea de preservar la tradición, la lengua griega y la historia, fundamentalmente a través de sus trabajos. En un taller se realizaban copias e iluminación de manuscritos continuando, de esta manera, con la herencia bizantina. Un manuscrito del Salmo conservado en la Biblioteca Patriarcal de Jerusalén es una de las piezas testigo más importantes de las actividades culturales del monasterio.
A pesar de que muchos de los trabajos se han perdido, su influencia puede verse en los íconos pintados entre los siglos XIII y XV, existentes tanto en Chipre como en otras partes del mundo. Son ejemplos de ello los íconos de la iglesia de Panagia tis Kivotou (Santa Virgen del Arca, siglo XIII) en Agios Theodoro tou Agrou (San Teodoro del Campo); Agia Marina (Santa María - siglo XV) en la villa de Kalopanagiotis, que se encuentra en el Museo Bizantino de la Fundación Arzobispo Makarios III, en Nicosia y la iglesia de Panagia tis Dexias (Santa Virgen de la Mano Derecha, siglo XV), en Tesalónica.

### Período del dominio turco (1571-1878)
Durante el dominio otomano, el monasterio dio refugio a los cristianos en muchas de sus dependencias (metochia) a lo largo de toda la isla, siendo los más importantes el Archangelos en Lakatamia, Agios Procopios en Engomi, Xeropatamia en Pentagia y Agias Monis en Pafos.

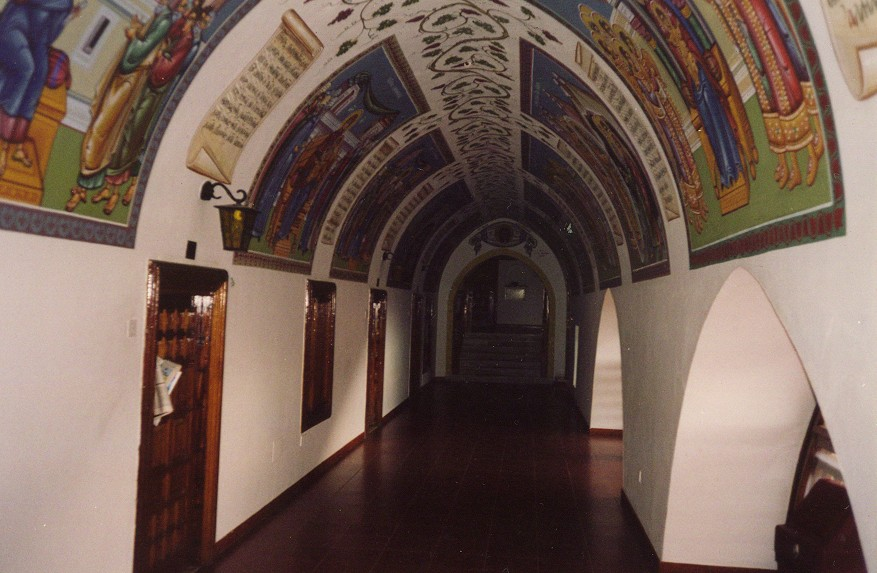
Interior del monasterio.

También promovió el arte, la iconografía, el grabado de madera, la educación básica y el estudio de la literatura. Ejemplos de ello son los códices, los manuscritos de música, los tesoros preciosos y los documentos, mantenidos en el monasterio y en otros lugares de Chipre, tanto privados como museos, o en bibliotecas de distintos países.
La escuela griega operaba en el monasterio desde el siglo XVIII. En ella, los estudiantes eran los novicios y otros jóvenes quienes, luego de su graduación, regresaban a sus lugares de origen. Luego, la escuela de Kikkos pasaría a ser un gymnasium (secundario) de tres años de duración. Muchos de sus alumnos continuaron sus estudios en otras escuelas teológicas.
Se debe hacer especial atención a tres personalidades del monasterio del siglo XVIII: Epherem el Ateniense, que escribió la historia del Monasterio que fue publicada en Venecia en 1751 por el Protosynkelos (vicario) de Kikkos, Sreaphim Pissidio y el Archimandrita Kiprianos que publicó su Historia de Chipre en 1788, la cual es la única fuente primaria de información relacionada al período del dominio turco. El Archimandrita Kiprianos es considerado por muchos como el primer historiador griego moderno.
El monasterio fue también un gran contribuyente de la educación griega a través de la colocación de fondos para fundar escuelas en villas y ciudades de Chipre. Entre ellas, se destacan los aportes para la fundación de la Escuela Griega de Limassol en 1819, la reapertura de la Escuela Griega de Nicosia en 1830, que había sido fundada por el arzobispo Kyprianos en 1812 y cerrada luego de la Revolución Griega de 1821 y la reapertura de las Escuelas Griegas de Limassol y Lárnaca, entre otras.
Un gran número de monjes del monasterio sirvieron en la jerarquía de la Iglesia Ortodoxa Chipriota. Entre ellos están los arzobispos Timotheos (1572–88) y Nikiforos (1641–74) y el Metropolitano de Kyrenia, Charalampos (1824-1844) y Meletios (1872-1878).
Monjes de Kikkos ocuparon lugares de liderazgo de la Iglesia Ortodoxa fuera de Chipre. Como ejemplo está el arzobispo de Ankara, Serafín Pisidios, que a mediados del siglo XVIII publicó varios libros con contenido religioso a los efectos de promover la conciencia nacional entre los griegos turco-parlantes de Capadocia; el Metropolitano Lorkridos, Agathangelos Myrianthousis (1780–1852) que tomó parte en la Revolución Griega de 1821; el metropolitano de Petras del Patriarcado de Jerusalén Meletios Mateos (1785–1867), un gran benefactor de la educación en Chipre y Palestina y el Metropolitano de Mesimvrias, Charitonas Euclidios (1836–1906) que luchó por la preservación de los griegos en Romilia Oriental durante la lucha de Macedonia. Monjes de Kikkos también dotaron las metochias (dependencias) de los monasterios de Esmirna, Amasia, Atalía, Constantinopla, Prousa y Georgia.

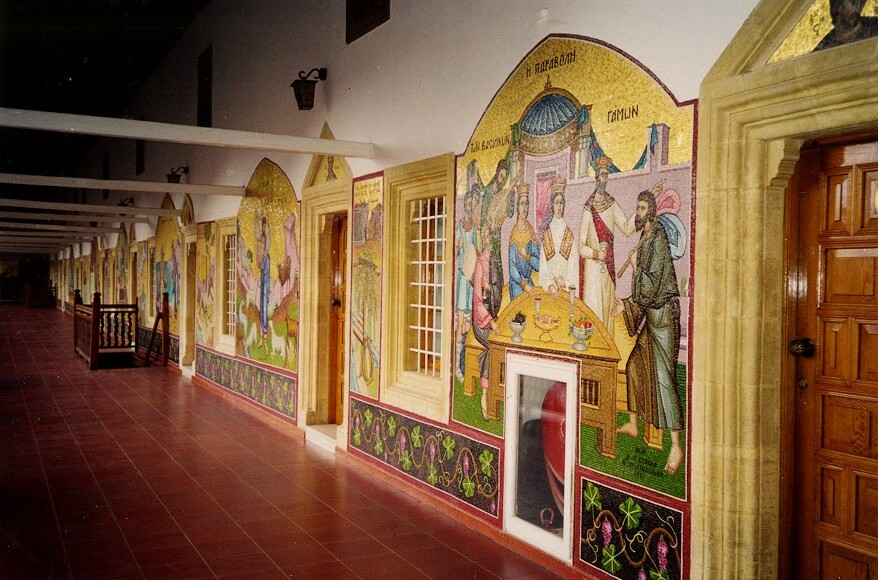
Monasterio de Kikkos. Interior.

Estos personajes fueron un canal de conexión del monasterio de Kikkos y Chipre con el resto de la fe ortodoxa y con los griegos de fuera de la isla. Detrás de todas estas actividades estaba la hermandad del monasterio que, según varias fuentes, tenía unos 200 monjes en 1678, 400 en 1683, 70 en 1738, 60 en 1745 y 180 a inicios del siglo XIX.
La realización de los logros presupone un ingreso monetario. Hasta hace poco, se creía que esos ingresos se debían a regalos o donaciones. Esto es falso según lo prueban documentos recientemente estudiados. Los bienes, durante el período turco, fueron adquiridos a través del trabajo de los monjes. Poco a poco se adquirieron tierras que podían ser cultivadas, viñas, molinos, bodegas, árboles frutales, olivos y animales.
Las actividades económicas del monasterio algunas veces adquirió dimensiones nacionales debido a que el futuro de los chipriotas estaba relacionado con su fe religiosa, cuyo exponente era la Iglesia Ortodoxa. Un ejemplo revelador relaciona al arzobispo y al monasterio de Archangelos, que fue hipotecado por un prestamista turco. Cuando la fecha de pago expiró, los turcos creyeron que era el momento de apropiarse de ella. La jerarquía de la Iglesia no se podía imaginar que el monasterio podía pasar a manos de los turcos. El Santo Monasterio de Kikkos pagó la deuda en nombre del arzobispo sumando este establecimiento a sus propiedades. Otro ejemplo se relaciona con Nicosia que fue salvada de su ruina económica cuando, en 1880, el abad de Kikkos Sofronios (1861-1890) compró a las granjas turcas de Agios Domenios, Engomi y Lakatamia.
Durante el período de dominación turca, el monasterio de Kikkos fue robado y saqueado varias veces, especialmente durante la Revolución Griega. También fueron asesinados el arzobispo Kyprianos, el Metropolitanos y el abad, Josif. 
Sin embargo, el Monasterio de Kikkos se las ingenió para reorganizarse y volver a su esplendor al fin del presente período y al inicio del Británico.

### Período británico (1878-1960)

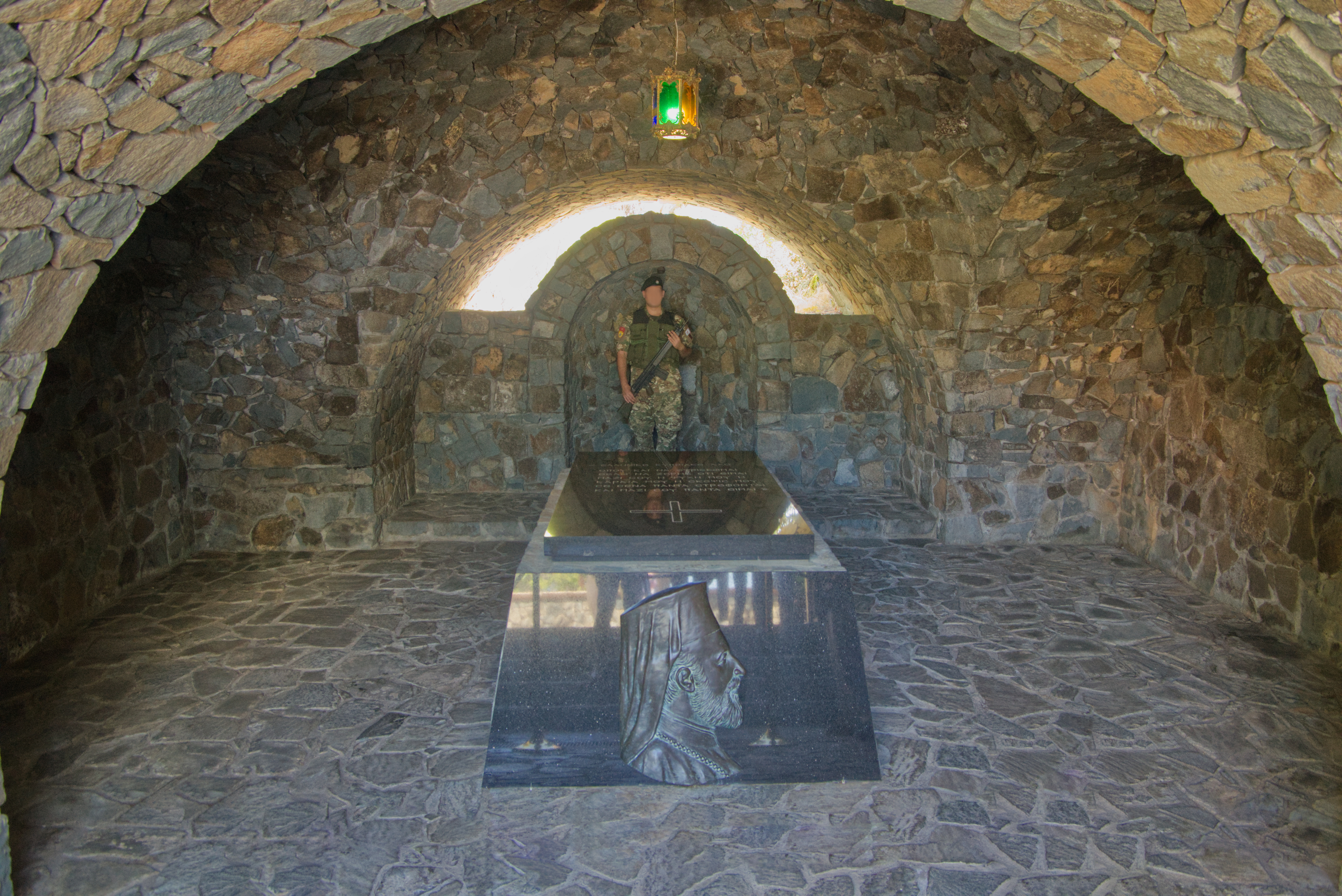
Tumba de Makarios.

La gran mayoría de los chipriotas aceptaron la instalación de la administración británica, creyendo que sería un paso intermedio para el logro de su último objetivo que era la unión con Grecia (enosis).
Sin embargo, esos sentimientos cambiaron cuando comenzaron a experimentar que las leyes coloniales eran similares a las del antiguo colonizador. Durante este período, el monasterio de Kikkos continuó con sus actividades sociales, culturales, nacionales y espirituales. Algunos miembros del monasterio, tales como los abates Gerasimos y Kleopas, representaron al pueblo y lucharon por la mejora de las condiciones de vida en el Consejo Legislativo, un cuerpo establecido en 1882.
Al mismo tiempo, miembros de la hermandad fueron líderes de la Iglesia Ortodoxa. El Arzobispo Cyrillos III, que fue novicio en el monasterio y mantuvo una unión espiritual con él. Otros monjes de Kikkos fueron los metropolitanos de Pafos: Epiphanios y Kleopas, el abanderado del levantamiento de octubre de 1931, el Metropolitano de Mareótidos, Dionisios Kykkotis, quien sirvió en el Patriarcado de Alejandría, los Metropolitanos de Kyrenia, Kyprianos y Gregorios y también los dos últimos arzobispos de Chipre, Makarios III y Chrysóstomos.
Makarios, luego de su elección en el trono arzobispal, lideró la lucha por la libertad de la Chipre moderna. Fue un líder político y un líder de la EOKA. El monasterio fue uno de los principales financistas de los luchadores, a los que dio refugio dentro del edificio mismo, así como en los escondites que fueron construidos en proximidades. Los ingleses cerraron el monasterio al público desde junio de 1956 a marzo de 1959.
El monasterio estuvo también presente en todas las luchas del Helenismo por la libertad y restauración de la nación en los siglos XIX y XX. Algunos de sus miembros integraron las fuerzas armadas griegas. Doce monjes junto con otros chipriotas concurrieron a Creta en 1897 a luchar a favor de la unión de esa isla con Grecia. Monjes de Kikkos también participaron en las Guerras Balcánicas de 1912 y 1913, cuando siete novicios encabezados por el que luego sería el abad Chrysóstomos se alistaron en el ejército griego. Asimismo, el monasterio aportó en colectas para el apoyo para la liberación de combatientes helenos que estaban en cautiverio.
El mismo colegio griego que fue fundado en el período turco continuó existiendo y operando en el monasterio, donde se volcaron grandes sumas de dinero en la educación. Monjes de Kikkos construyeron escuelas en el campo tales como Escuela Makarios en Tsakistra (1917), Philotheos en Gálata (1919), Kleopas en Polemi (1923) y Epiphanios en Milikouri (1931).
En 1950, el monasterio estableció el único seminario en Chipre. También jugó un importante rol en otras áreas de interés. Tal es el caso de la agricultura, donde tanto en el monasterio mismo como en la metochia de Agios Procopios se llevaron a cabo cultivos, jardinería, apicultura y establecimiento de viñedos.
La tumba de Makarios III (1913-1977) se encuentra próxima al Throni.

### Período desde la Independencia
Durante invasión turca de 1974, la Iglesia Ortodoxa Chipriota continuó desempeñando el mismo rol de liderazgo sociopolítico que la había caracterizado en períodos anteriores. El monasterio empleó gran cantidad de dinero para fundar escuelas tales como los antiguos Gimnasios de Kikkos para jóvenes (1961) y para señoritas (1964), actualmente denominados Kikkos Liceum A y Kikkos Liceum B, respectivamente. En reconocimiento a su labor, recibió el premio de la Academia de Atenas de 1971.
También proveyó ayuda a aquellos que fueron desplazados por las fuerzas turcas y buscaron refugio en las montañas de Kikkos, y apoyó financieramente a las fuerzas militares de Chipre y les facilitó tierras para la instalación de barracas.
Actualmente, la comunidad monacal de Kikkos se ha enfocado a incrementar las actividades para el fortalecimiento de los valores espirituales de la gente y el correspondiente reverdecer de la conciencia histórica y cultural. El monasterio ha donado una gran cantidad de tierras para la construcción de escuelas, centros culturales, financiado su construcción y funcionamiento tal como el hall de ceremonias del Liceo de Kikkos en Pafos.
Al mismo tiempo, el monasterio continúa con sus actividades sociales y humanitarias. Lugares de asistencia de niños, centros de recreación juveniles y casas de ancianos fueron construidos con fondos provistos por el monasterio, al igual que gran cantidad de apoyo ha sido brindado a instituciones de caridad. Mayormente el esfuerzo ha ido a centros de salud, como el hospital de Nicosia, y los centros asistenciales de las villas de Pedoulas y Panagia.
Una importante acción para el apoyo moral y material fue realizado con respecto a los Patriarcados Ortodoxos del Medio Oriente y Europa, como para los equipos misioneros que llevan el mensaje ortodoxo a África y Asia.
Desde fines de los años 1980, el abad Nikiforos ha realizado un importante esfuerzo para renovar la parte central del monasterio. Entre otras cosas, se han cubierto las paredes de los corredores, de la iglesia, del sector de bautismos y de la capilla con frescos. La entrada principal, el patio delantero y el patio interno han sido decorados con mosaicos. De esta firma, el monasterio ha reintroducido el arte de los mosaicos. Además se han efectuado trabajos en Agia Moni, Archangelos, en Sindi y en la villa de Polemi.
En 1986, por iniciativa del abad Nikiforos, se inauguró el Centro de Estudios de Kykkos en la Metochia de Archangelos (Lakatamia) para el trabajo en el área científica, que realizó publicaciones centradas en la historia del monasterio y de su material de archivo. En dicho centro se encuentra el Taller de Preservación de Manuscritos e Íconos con responsabilidad de preservación de tesoros eclesiásticos.